# Världsmästerskapen i kortbanesimning 2024
Världsmästerskapen i kortbanesimning 2024 avgjordes mellan den 10 och 15 december 2024 i Donau Arena i Budapest i Ungern. Det var den 17:e upplagan av världsmästerskapen i kortbanesimning.
Jämfört med senaste upplagan har grenarna 4×50 meter frisim och 4×50 meter medley plockats bort för både damer och herrar. Istället har grenen mixed 4×100 meter medley adderats till denna upplagan av kortbane-VM.

## Medaljörer

### Damer
| Gren                        | Guld | Guld                | Silver | Silver        | Brons | Brons               |
| 50 m frisim Detaljer...     | Gretchen Walsh · USA | 22,83 0VR0          | Kate Douglass · USA | 23,05         | Katarzyna Wasick · Polen | 23,37               |
| 100 m frisim Detaljer...    | Gretchen Walsh · USA | 50,31 0MR0, 0AR0    | Béryl Gastaldello · Frankrike | 50,63 0NR0    | Kate Douglass · USA | 50,73               |
| 200 m frisim Detaljer...    | Siobhan Haughey · Hongkong | 1.50,62             | Mary-Sophie Harvey · Kanada | 1.51,49 0AR0  | Claire Weinstein · USA | 1.51,62 0VRJ0, 0NR0 |
| 400 m frisim Detaljer...    | Summer McIntosh · Kanada | 3.50,25 0VR0        | Lani Pallister · Australien | 3.53,73 0AR0  | Mary-Sophie Harvey · Kanada | 3.54,88             |
| 800 m frisim Detaljer...    | Lani Pallister · Australien | 8.01,95 0MR0, 0NR0  | Isabel Gose · Tyskland | 8.05,42 0NR0  | Katie Grimes · USA | 8.05,90             |
| 1 500 m frisim Detaljer...  | Isabel Gose · Tyskland | 15.24,69            | Simona Quadarella · Italien | 15.30,14      | Jillian Cox · USA | 15.41,29            |
|                             | |                     | |               | |                     |
| 50 m ryggsim Detaljer...    | Regan Smith · USA | 25,23 0VR0          | Katharine Berkoff · USA | 25,61         | Kylie Masse · Kanada | 25,78               |
| 100 m ryggsim Detaljer...   | Regan Smith · USA | 54,55 0MR0          | Katharine Berkoff · USA | 54,93         | Ingrid Wilm · Kanada | 55,75               |
| 200 m ryggsim Detaljer...   | Regan Smith · USA | 1.58,04 0VR0        | Summer McIntosh · Kanada | 1.59,96 0VRJ0 | Anastasija Sjkurdaj Neutral Athletes A | 2.00,56             |
|                             | |                     | |               | |                     |
| 50 m bröstsim Detaljer...   | Rūta Meilutytė · Litauen | 28,54               | Tang Qianting · Kina | 28,86         | Lilly King · USA | 28,91               |
| 100 m bröstsim Detaljer...  | Tang Qianting · Kina | 1.02,38             | Lilly King · USA | 1.02,80       | Eneli Jefimova · Estland | 1.03,25             |
| 200 m bröstsim Detaljer...  | Kate Douglass · USA | 2.12,50 0VR0        | Jevgenija Tjikunova Neutral Athletes B                                                                                           | 2.15,14       | Alexandra Walsh · USA | 2.16,83             |
|                             | |                     | |               | |                     |
| 50 m fjärilsim Detaljer...  | Gretchen Walsh · USA | 24,01               | Béryl Gastaldello · Frankrike | 24,43 0NR0    | Alexandria Perkins · Australien | 24,68 0AR0          |
| 100 m fjärilsim Detaljer... | Gretchen Walsh · USA | 52,71 0VR0          | Tessa Giele · Nederländerna | 54,66         | Alexandria Perkins · Australien | 55,10 0AR0          |
| 200 m fjärilsim Detaljer... | Summer McIntosh · Kanada | 1.59,32 0VR0        | Regan Smith · USA | 2.01,00 0NR0  | Elizabeth Dekkers · Australien | 2.02,91             |
|                             | |                     | |               | |                     |
| 100 m medley Detaljer...    | Gretchen Walsh · USA | 55,11 0VR0          | Kate Douglass · USA | 56,49         | Béryl Gastaldello · Frankrike | 56,67 0NR0          |
| 200 m medley Detaljer...    | Kate Douglass · USA | 2.01,63 0VR0        | Alex Walsh · USA | 2.02,65       | Abbie Wood · Storbritannien | 2.02,75 0NR0        |
| 400 m medley Detaljer...    | Summer McIntosh · Kanada | 4.15,48 0VR0, 0VRJ0 | Katie Grimes · USA | 4.20,14       | Abbie Wood · Storbritannien | 4.24,34             |
|                             | |                     | |               | |                     |
| 4×100 m frisim Detaljer...  | USA Kate Douglass (50,95) Katharine Berkoff (51,38) Alex Shackell (52,01) Gretchen Walsh (50,67) Phoebe Bacon[a] Jillian Cox[a]                                       | 3.25,01 0VR0        | Australien Meg Harris (52,59) Milla Jansen (51,62) Alexandria Perkins (51,68) Lani Pallister (52,36) Lily Price[a] Leah Neale[a] | 3.28,25       | Kanada Mary-Sophie Harvey (52,40) Summer McIntosh (51,81) Ingrid Wilm (52,22) Penny Oleksiak (52,01) Sydney Pickrem[a] Alexanne Lepage[a] | 3.28,44             |
| 4×200 m frisim Detaljer...  | USA Alexandra Walsh (1.53,25) Paige Madden (1.53,18) Katie Grimes (1.53,39) Claire Weinstein (1.50,31) Phoebe Bacon[a] Lilla Bognar[a]                                | 7.30,13 0VR0        | Ungern Nikolett Pádár (1.52,81) Panna Ugrai (1.52,59) Dóra Molnár (1.55,39) Minna Ábrahám (1.52,60)                              | 7.33,39 0NR0  | Australien Leah Neale (1.52,79) Elizabeth Dekkers (1.54,96) Milla Jansen (1.54,01) Lani Pallister (1.51,84) Tara Kinder[a]                | 7.33,60             |
| 4×100 m medley Detaljer...  | USA Regan Smith (54,02) 0VR0 Lilly King (1.03,02) Gretchen Walsh (52,84) Kate Douglass (50,53) Katharine Berkoff[a] Emma Weber[a] Alex Shackell[a] Alexandra Walsh[a] | 3.40,41 0VR0        | Storbritannien Abbie Wood (57,44) Angharad Evans (1.03,18) Eva Okaro (56,11) Freya Anderson (51,11)                              | 3.47,84 0NR0  | Kina Qian Xinan (56,88) Tang Qianting (1.03,17) Chen Luying (56,25) Liu Shuhan (51,63)                                                    | 3.47,93             |

a  Simmade endast försöken men mottog medalj.

### Herrar
| Gren                        | Guld | Guld                | Silver | Silver       | Brons | Brons                |
| 50 m frisim Detaljer...     | Jordan Crooks · Caymanöarna | 20,19               | Guilherme Caribé · Brasilien | 20,57        | Jack Alexy · USA | 20,61                |
| 100 m frisim Detaljer...    | Jack Alexy · USA | 45,38               | Guilherme Caribé · Brasilien | 45,47 0AR0   | Jordan Crooks · Caymanöarna | 45,48                |
| 200 m frisim Detaljer...    | Luke Hobson · USA | 1.38,61 0VR0        | Maximillian Giuliani · Australien | 1.40,36 0AR0 | Lucas Henveaux · Belgien | 1.41,13 0NR0         |
| 400 m frisim Detaljer...    | Elijah Winnington · Australien | 3.35,89             | Carson Foster · USAKieran Smith · USA | 3.36,31      | ingen medaljör |                      |
| 800 m frisim Detaljer...    | Zalán Sárkány · Ungern | 7.30,56             | Florian Wellbrock · Tyskland | 7.31,90      | Ahmed Jaouadi · Tunisien | 7.31,93 0AR0         |
| 1 500 m frisim Detaljer...  | Ahmed Jaouadi · Tunisien | 14.16,40            | Florian Wellbrock · Tyskland | 14.17,27     | Kuzey Tunçelli · Turkiet | 14.20,64 0VRJ0, 0NR0 |
|                             | |                     | |              | |                      |
| 50 m ryggsim Detaljer...    | Miron Lifintsev Neutral Athletes B | 22,47 0VRJ0         | Isaac Cooper · Australien | 22,49 0AR0   | Shane Ryan · Irland | 22,56                |
| 100 m ryggsim Detaljer...   | Miron Lifintsev Neutral Athletes B | 48,76 0VRJ0         | Hubert Kós · Ungern | 48,79 0NR0   | Kacper Stokowski · Polen | 49,16 0NR0           |
| 200 m ryggsim Detaljer...   | Hubert Kós · Ungern | 1.45,65 0MR0, 0ER0  | Lorenzo Mora · Italien | 1.48,96      | Mewen Tomac · Frankrike | 1.49,93              |
|                             | |                     | |              | |                      |
| 50 m bröstsim Detaljer...   | Qin Haiyang · Kina | 25,42               | Kirill Prigoda · Neutral Athletes BEmre Sakçı · Turkiet                                                                                        | 25,56        | ingen medaljör |                      |
| 100 m bröstsim Detaljer...  | Qin Haiyang · Kina | 55,47 0MR0, 0AR0    | Kirill Prigoda Neutral Athletes B | 55,49 0NR0   | Ilja Sjymanovitj Neutral Athletes A | 55,60                |
| 200 m bröstsim Detaljer...  | Carles Coll · Spanien | 2.01,55 0NR0        | Kirill Prigoda Neutral Athletes B | 2.01,88      | Yamato Fukasawa · Japan | 2.02,01              |
|                             | |                     | |              | |                      |
| 50 m fjärilsim Detaljer...  | Noè Ponti · Schweiz | 21,32 0VR0          | Ilya Kharun · Kanada | 21,67 0AR0   | Nyls Korstanje · Nederländerna | 21,68                |
| 100 m fjärilsim Detaljer... | Noè Ponti · Schweiz | 47,71 0VR0          | Maxime Grousset · Frankrike | 48,57        | Matthew Temple · Australien | 48,71                |
| 200 m fjärilsim Detaljer... | Ilya Kharun · Kanada | 1.48,24 0=MR0, 0AR0 | Alberto Razzetti · Italien | 1.48,64 0ER0 | Krzysztof Chmielewski · Polen | 1.49,26 0NR0         |
|                             | |                     | |              | |                      |
| 100 m medley Detaljer...    | Noè Ponti · Schweiz | 50,33 0MR0          | Bernhard Reitshammer · Österrike | 51,11 0NR0   | Caio Pumputis · Brasilien | 51,35 0AR0           |
| 200 m medley Detaljer...    | Shaine Casas · USA | 1.49,51 0MR0, 0AR0  | Alberto Razzetti · Italien | 1.50,88 0NR0 | Finlay Knox · Kanada | 1.50,90 0NR0         |
| 400 m medley Detaljer...    | Ilja Borodin Neutral Athletes B | 3.56,83             | Carson Foster · USA | 3.57,45      | Alberto Razzetti · Italien | 3.58,83              |
|                             | |                     | |              | |                      |
| 4×100 m frisim Detaljer...  | USA Jack Alexy (45,05) 0MR0, 0AR0 Luke Hobson (45,18) Kieran Smith (46,01) Chris Guiliano (45,42) Trenton Julian[b]                                                           | 3.01,66 0VR0        | Italien Alessandro Miressi (45,85) Leonardo Deplano (45,76) Lorenzo Zazzeri (46,21) Manuel Frigo (45,73)                                       | 3.03,65      | Polen Kamil Sieradzki (46,33) Jakub Majerski (46,04) Ksawery Masiuk (45,64) Kacper Stokowski (46,45) Piotr Ludwiczak[b]                                         | 3.04,46 0NR0         |
| 4×200 m frisim Detaljer...  | USA Luke Hobson (1.38,91) 0VR0 Carson Foster (1.40,77) Shaine Casas (1.40,34) Kieran Smith (1.40,49) Trenton Julian[b] Daniel Matheson[b]                                     | 6.40,51 0VR0        | Australien Maximillian Giuliani (1.40,73) Edward Sommerville (1.41,03) Harrison Turner (1.42,21) Elijah Winnington (1.41,57) David Schlicht[b] | 6.45,54 0AR0 | Italien Filippo Megli (1.42,26) Manuel Frigo (1.42,15) Carlos D'Ambrosio (1.41,48) Alberto Razzetti (1.41,62) Davide Dalla Costa[b] Alessandro Ragaini[b]       | 6.47,51 0NR0         |
| 4×100 m medley Detaljer...  | Neutral Athletes B Miron Lifintsev (49,31) Kirill Prigoda (55,15) Andrej Minakov (48,80) Jegor Kornev (45,42) Pavel Samusenko[b] Aleksandr Zjigalov[b] Dmitrij Zjavoronkov[b] | 3.18,68 0VR0        | USA Shaine Casas (48,92) Michael Andrew (57,03) Dare Rose (48,55) Jack Alexy (44,53) AJ Pouch[b] Zach Harting[b] Chris Guiliano[b]             | 3.19,03      | Italien Lorenzo Mora (49,53) Ludovico Viberti (56,15) Michele Busa (48,81) Alessandro Miressi (45,42) Christian Bacico[b] Simone Cerasuolo[b] Simone Stefanì[b] | 3.19,91              |

b  Simmade endast försöken men mottog medalj.

### Mixat
| Gren                       | Guld | Guld         | Silver | Silver       | Brons | Brons        |
| 4×50 m frisim Detaljer...  | Italien Leonardo Deplano (20,80) Alessandro Miressi (21,01) Silvia Di Pietro (23,35) Sara Curtis (23,34) Lorenzo Zazzeri[c]                                                 | 1.28,50      | Kanada Ilya Kharun (20,80) Yuri Kisil (20,57) Ingrid Wilm (23,72) Mary-Sophie Harvey (23,51) Finlay Knox[c] Penny Oleksiak[c]                | 1.28,60      | Polen Piotr Ludwiczak (21,31) Kamil Sieradzki (20,89) Kornelia Fiedkiewicz (23,70) Katarzyna Wasick (22,90)                                      | 1.28,80 0NR0 |
| 4×50 m medley Detaljer...  | Neutral Athletes B Miron Lifintsev (22,39) Kirill Prigoda (24,94) Arina Surkova (24,43) Darja Trofimova (23,60) Pavel Samusenko[c] Oleg Kostin[c] Darja Klepikova[c]        | 1.35,36 0ER0 | Kanada Kylie Masse (25,87) Finlay Knox (25,53) Ilya Kharun (20,73) Ingrid Wilm (23,81)                                                       | 1.35,94 0NR0 | USA Shaine Casas (22,85) Michael Andrew (25,29) Regan Smith (24,90) Katharine Berkoff (23,16) AJ Pouch[c] Alex Shackell[c] Alex Walsh[c]         | 1.36,20      |
| 4×100 m medley Detaljer... | Neutral Athletes B Miron Lifintsev (48,90) Kirill Prigoda (54,86) Arina Surkova (55,63) Darja Klepikova (51,08) Pavel Samusenko[c] Aleksandr Zjigalov[c] Darja Trofimova[c] | 3.30,47      | USA Regan Smith (54,19) Lilly King (1.03,05) Dare Rose (48,68) Jack Alexy (44,63) Shaine Casas[c] AJ Pouch[c] Alex Shackell[c] Alex Walsh[c] | 3.30,55      | Kanada Ingrid Wilm (55,82) Finlay Knox (56,39) Ilya Kharun (48,27) Mary-Sophie Harvey (51,49) Blake Tierney[c] Sophie Angus[c] Penny Oleksiak[c] | 3.31,97      |

c  Simmade endast försöken men mottog medalj.

## Medaljtabell
*   Värdland ( Ungern)
| Nr                   | Nation               | Guld | Silver | Brons | Totalt |
| -------------------- | -------------------- | ---- | ------ | ----- | ------ |
| 1                    | USA                  | 18   | 13     | 8     | 39     |
| 2                    | Neutral Athletes B   | 6    | 4      | 0     | 10     |
| 3                    | Kanada               | 4    | 5      | 6     | 15     |
| 4                    | Kina                 | 3    | 1      | 1     | 5      |
| 5                    | Schweiz              | 3    | 0      | 0     | 3      |
| 6                    | Australien           | 2    | 5      | 5     | 12     |
| 7                    | Ungern*              | 2    | 2      | 0     | 4      |
| 8                    | Italien              | 1    | 5      | 3     | 9      |
| 9                    | Tyskland             | 1    | 3      | 0     | 4      |
| 10                   | Caymanöarna          | 1    | 0      | 1     | 2      |
| 10                   | Tunisien             | 1    | 0      | 1     | 2      |
| 12                   | Hongkong             | 1    | 0      | 0     | 1      |
| 12                   | Litauen              | 1    | 0      | 0     | 1      |
| 12                   | Spanien              | 1    | 0      | 0     | 1      |
| 15                   | Frankrike            | 0    | 3      | 2     | 5      |
| 16                   | Brasilien            | 0    | 2      | 1     | 3      |
| 17                   | Storbritannien       | 0    | 1      | 2     | 3      |
| 18                   | Nederländerna        | 0    | 1      | 1     | 2      |
| 18                   | Turkiet              | 0    | 1      | 1     | 2      |
| 20                   | Österrike            | 0    | 1      | 0     | 1      |
| 21                   | Polen                | 0    | 0      | 5     | 5      |
| 22                   | Neutral Athletes A   | 0    | 0      | 2     | 2      |
| 23                   | Belgien              | 0    | 0      | 1     | 1      |
| 23                   | Estland              | 0    | 0      | 1     | 1      |
| 23                   | Irland               | 0    | 0      | 1     | 1      |
| 23                   | Japan                | 0    | 0      | 1     | 1      |
| Totalt (26 nationer) | Totalt (26 nationer) | 45   | 47     | 43    | 135    |